# Bronisława Ludwichowska
Bronisława Ludwichowska, z d. Doborzyńska (ur. 18 września 1951 w Urzursowchozie w ZSRR, Kraj Krasnojarski) – polska lekkoatletka, specjalizująca się w biegach średnio- i długodystansowych, wicemistrzyni świata w biegu przełajowym (1975), wielokrotna mistrzyni i rekordzistka Polski.

## Kariera sportowa
Była zawodniczką Zjednoczonych Olsztyn i Gwardii Olsztyn.
Jej największym sukcesem na arenie międzynarodowej było wicemistrzostwo świata w biegu przełajowym w 1975. Na tych samych zawodach zdobyła także brązowy medal drużynowo (w zespole razem z Renatą Petlinowską, Celiną Magalą, Zofią Kołakowską, Danutą Siemieniuk i Urszulą Prasek). Ponadto startowała mistrzostwach świata w przełajach w 1974 (6 m. indywidualnie i 6 m. drużynowo), 1977 (22 m. indywidualnie i 4 m. drużynowo) oraz 1980 (24 m. indywidualnie i 11. miejsce drużynowo).
Reprezentowała Polskę na mistrzostwach Europy w 1971 (odpadła w eliminacjach biegu na 1500 m) oraz w mistrzostwach Europy w 1974 (6. miejsce w biegu na 3000 m, z wynikiem 9:05,14 – był to nowy rekord Polski), a także zawodach Pucharu Europy w 1975 (na 1500 m – 4. miejsce w półfinale, z wynikiem 4:13,3, 6. miejsce w finale, z wynikiem 4:12,9 – oba te wyniki były rekordami Polski) oraz w 1977 (na 3000 m – 1. miejsce w półfinale, z wynikiem 9:07,3, 7. miejsce w finale, z wynikiem 9:14,40).
Na mistrzostwach Polski seniorek na otwartym stadionie zdobyła 22 medale, w tym 12 złotych, 5 srebrnych i 5 brązowych: w biegu na 1500 m – złoto w 1973, 1975 i 1976, srebro w 1971 i 1977, brąz w 1972 i 1974; w biegu na 3000 m – złoto w 1973 i 1975, srebro w 1974, 1976 i 1977, w biegu przełajowym – złoto w 1972 (3 km), 1973 (4 km), 1974 (4 km), 1975 (4 km), 1977 (3 km), 1979 (5 km) i 1980 (5 km), brąz w 1970 (2 km) i 1971 (2,5 km); w sztafecie 4 × 400 m – brąz w 1975. Dwukrotnie była halową mistrzynią Polski seniorek w biegu na 1500 m (1976, 1980.
Trzykrotnie poprawiała rekord Polski w biegu na 1500 m (4:13,3 – 12 lipca 1975 w półfinale Pucharu Europy, 4:12,9 – 17 sierpnia 1975 w finale Pucharu Europy, 4:12,2 – 8 czerwca 1976). 1 maja 1973 została pierwszą oficjalną rekordzistką Polski w biegu na 3000 m (wynikiem 9:29,2), rekord ten poprawiała następnie cztery razy (9:19,6 – 12 sierpnia 1973, 9:09,4 – 5 lipca 1974, 9:05,14 – 2 września 1974 (w finale mistrzostw Europy) i 8:58,8 – 27 czerwca 1975 – jako pierwsza Polka poniżej 9 minut). Wyniki 4:12,2 na 1500 m i 8:58,8 pozostają jej rekordami życiowymi.
Po zakończeniu kariery pracowała jako trener w Gwardii Olsztyn, a po likwidacji sekcji w 2004  – w AZS UWM Olsztyn.
Jej mężem był trener Zbigniew Ludwichowski (zm. w 2021).